# Canals (Tarn-et-Garonne)
Pour les articles homonymes, voir Canals.
Canals est une commune française, située dans le sud du département de Tarn-et-Garonne en région Occitanie.
Sur le plan historique et culturel, la commune est dans le Pays Montalbanais, correspondant à la partie méridionale du Quercy.
Exposée à un climat océanique altéré, elle est drainée par le canal latéral à la Garonne, le Rieu Tort, le ruisseau de Lamothe, le ruisseau de Saint-Jean et par divers autres petits cours d'eau.
Canals est une commune rurale qui compte 807 habitants en 2022, après avoir connu une forte hausse de la population depuis 1968.  Elle fait partie de l'aire d'attraction de Toulouse. Ses habitants sont appelés les Canalais ou  Canalaises.

## Géographie

### Localisation
Commune de l'aire d'attraction de Toulouse, Canals surplombe la vallée de la Garonne en Pays Montalbanais. C'est une commune limitrophe avec le département de la Haute-Garonne.

### Communes limitrophes
Canals est limitrophe de cinq autres communes dont une dans le département de la Haute-Garonne.
Les communes limitrophes sont  Campsas, Dieupentale, Fabas, Fronton et Grisolles.
|             | Campsas   |                         |
| Dieupentale | Canals    | Fabas                   |
|             | Grisolles | Fronton (Haute-Garonne) |

### Géologie et relief
La superficie de la commune est de 735 hectares ; son altitude varie de 102  à   135 mètres.

### Hydrographie

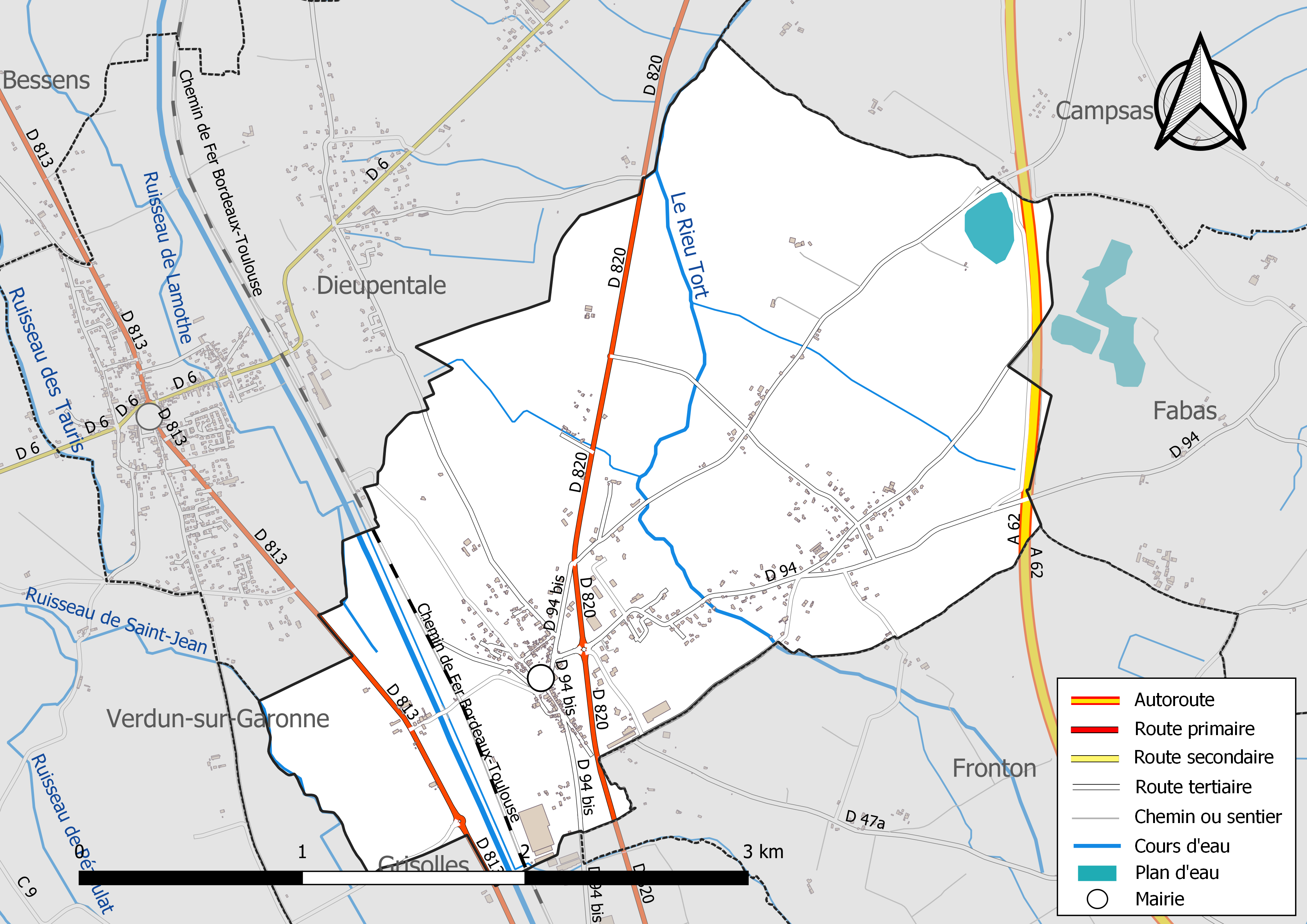
Réseaux hydrographique et routier de Canals.

La commune est dans le bassin versant de la Garonne, au sein du bassin hydrographique Adour-Garonne. Elle est drainée par le Rieu Tort, le ruisseau de Lamothe, le ruisseau de Saint-Jean, le ruisseau de Saint-Jean et par divers petits cours d'eau, constituant un réseau hydrographique de 9 km de longueur totale,.

### Climat
Pour des articles plus généraux, voir Climat de l'Occitanie et Climat de Tarn-et-Garonne.
En 2010, le climat de la commune est de type climat du Bassin du Sud-Ouest, selon une étude du Centre national de la recherche scientifique s'appuyant sur une série de données couvrant la période 1971-2000. En 2020, Météo-France publie une typologie des climats de la France métropolitaine dans laquelle la commune est exposée à un climat océanique altéré et est dans la région climatique Aquitaine, Gascogne, caractérisée par une pluviométrie abondante au printemps, modérée en automne, un faible ensoleillement au printemps, un été chaud (19,5 °C), des vents faibles, des brouillards fréquents en automne et en hiver et des orages fréquents en été (15 à 20 jours).
Pour la période 1971-2000, la température annuelle moyenne est de 13,2 °C, avec une amplitude thermique annuelle de 15,7 °C. Le cumul annuel moyen de précipitations est de 739 mm, avec 9,9 jours de précipitations en janvier et 5,6 jours en juillet. Pour la période 1991-2020, la température moyenne annuelle observée sur la station météorologique de Météo-France la plus proche, « Savenès_man », sur la commune de Savenès à 8 km à vol d'oiseau, est de 13,3 °C et le cumul annuel moyen de précipitations est de 705,4 mm. 
La température maximale relevée sur cette station est de 41 °C, atteinte le 27 juin 2019 ; la température minimale est de −14,5 °C, atteinte le 9 février 2012,,.
Les paramètres climatiques de la commune ont été estimés pour le milieu du siècle (2041-2070) selon différents scénarios d'émission de gaz à effet de serre à partir des nouvelles projections climatiques de référence DRIAS-2020. Ils sont consultables sur un site dédié publié par Météo-France en novembre 2022.

### Milieux naturels et biodiversité
Aucun espace naturel présentant un intérêt patrimonial n'est recensé sur la commune dans l'inventaire national du patrimoine naturel,,.

## Urbanisme

### Typologie
Au 1er janvier 2024, Canals est catégorisée commune rurale à habitat dispersé, selon la nouvelle grille communale de densité à sept niveaux définie par l'Insee en 2022.
Elle est située hors unité urbaine. Par ailleurs la commune fait partie de l'aire d'attraction de Toulouse, dont elle est une commune de la couronne,. Cette aire, qui regroupe 527 communes, est catégorisée dans les aires de 700 000 habitants ou plus (hors Paris),.

### Occupation des sols
L'occupation des sols de la commune, telle qu'elle ressort de la base de données européenne d’occupation biophysique des sols Corine Land Cover (CLC), est marquée par l'importance des territoires agricoles (74,3 % en 2018), en diminution par rapport à 1990 (86 %). La répartition détaillée en 2018 est la suivante : 
terres arables (55,9 %), zones urbanisées (15 %), forêts (10,5 %), zones agricoles hétérogènes (10,1 %), prairies (7,6 %), cultures permanentes (0,8 %), eaux continentales (0,1 %). L'évolution de l’occupation des sols de la commune et de ses infrastructures peut être observée sur les différentes représentations cartographiques du territoire : la carte de Cassini (XVIIIe siècle), la carte d'état-major (1820-1866) et les cartes ou photos aériennes de l'IGN pour la période actuelle (1950 à aujourd'hui).

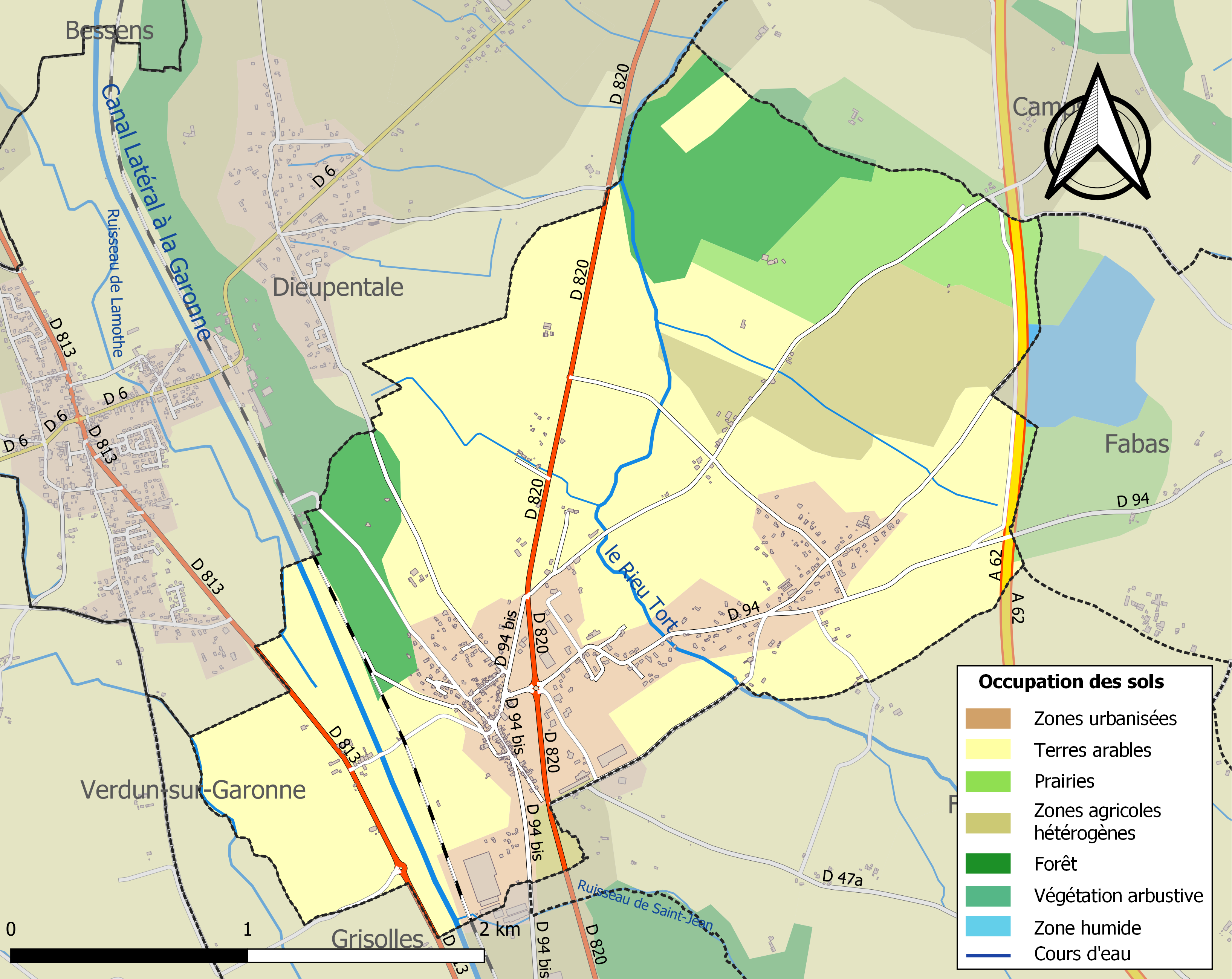
Carte des infrastructures et de l'occupation des sols de la commune en 2018 (CLC).

### Voies de communication et transports

#### Voies routières
Accès par les routes départementales (D820) (ex route nationale 20) et la (D813) (ex Route nationale 113).

#### Transports en commun
La commune n'est pas desservie par un réseau de transport, seulement des lignes scolaires.
Cependant, des communes voisines sont desservies par des lignes du réseau Arc-en-Ciel. Ainsi, la ligne 77 de ce réseau dessert Grisolles en direction de Toulouse et les lignes Hop!1 et 51 desservent Fronton en direction de Toulouse également. Grisolles et Dieupentale sont aussi desservis par la ligne 924 du réseau liO, vers Montauban et Toulouse.
Les gares les plus proches sont celles de Grisolles et de Dieupentale, desservies par des TER Occitanie.

### Risques majeurs
Le territoire de la commune de Canals est vulnérable à différents aléas naturels : météorologiques (tempête, orage, neige, grand froid, canicule ou sécheresse), inondations, mouvements de terrains et séisme (sismicité très faible). Il est également exposé à un risque technologique,  le transport de matières dangereuses. Un site publié par le BRGM permet d'évaluer simplement et rapidement les risques d'un bien localisé soit par son adresse soit par le numéro de sa parcelle.

#### Risques naturels
Certaines parties du territoire communal sont susceptibles d’être affectées par le risque d’inondation par débordement de cours d'eau, notamment le canal latéral à la Garonne et le Rieu Tort. La cartographie des zones inondables en ex-Midi-Pyrénées réalisée dans le cadre du XIe Contrat de plan État-région, visant à informer les citoyens et les décideurs sur le risque d’inondation, est accessible sur le site de la DREAL Occitanie. La commune a été reconnue en état de catastrophe naturelle au titre des dommages causés par les inondations et coulées de boue survenues en 1982, 1993 et 1999,.
Canals est exposée au risque de feu de forêt. Le département de Tarn-et-Garonne présentant toutefois globalement un niveau d’aléa moyen à faible très localisé, aucun Plan départemental de protection des forêts contre les risques d’incendie de forêt (PFCIF) n'a été élaboré. Le débroussaillement aux abords des maisons constitue l’une des meilleures protections pour les particuliers contre le feu,.

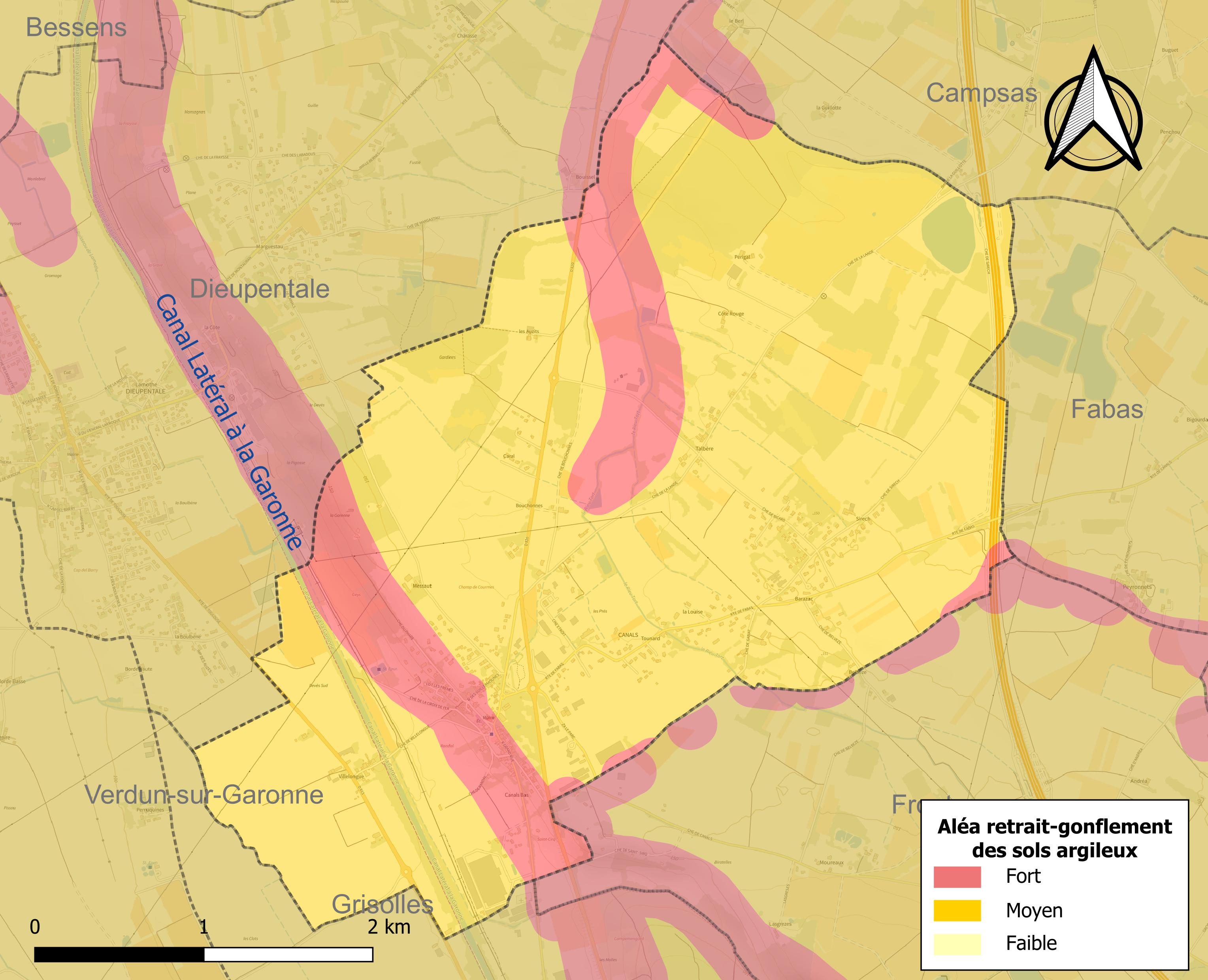
Carte des zones d'aléa retrait-gonflement des sols argileux de Canals.

Les mouvements de terrains susceptibles de se produire sur la commune sont des tassements différentiels.
Le retrait-gonflement des sols argileux est susceptible d'engendrer des dommages importants aux bâtiments en cas d’alternance de périodes de sécheresse et de pluie. La totalité de la commune est en aléa moyen ou fort (92 % au niveau départemental et 48,5 % au niveau national). Sur les 311 bâtiments dénombrés sur la commune en 2019, 311 sont en aléa moyen ou fort, soit 100 %, à comparer aux 96 % au niveau départemental et 54 % au niveau national. Une cartographie de l'exposition du territoire national au retrait gonflement des sols argileux est disponible sur le site du BRGM,.
Par ailleurs, afin de mieux appréhender le risque d’affaissement de terrain, l'inventaire national des cavités souterraines permet de localiser celles situées sur la commune.
Concernant les mouvements de terrains, la commune a été reconnue en état de catastrophe naturelle au titre des dommages causés par la sécheresse en 1989, 1992, 1998, 2003, 2011 et 2017 et par des mouvements de terrain en 1999.

#### Risques technologiques
Le risque de transport de matières dangereuses sur la commune est lié à sa traversée par des infrastructures routières ou ferroviaires importantes ou la présence d'une canalisation de transport d'hydrocarbures. Un accident se produisant sur de telles infrastructures est susceptible d’avoir des effets graves sur les biens, les personnes ou l'environnement, selon la nature du matériau transporté. Des dispositions d’urbanisme peuvent être préconisées en conséquence.

## Histoire
Les origines de Canals remontent au IIIe siècle de notre ère. On peut signaler le passage à Canals de Napoléon Ier.
Selon la légende, Napoléon Ier revient de Russie avec de nombreux Russes qui se seraient installés à Canals.
La commune faisait partie du Bas-Montauban.

### Héraldique
| Canals | Son blasonnement est : De gueules au lion d'or tenant une épée d'argent. |

## Politique et administration

### Rattachements administratifs et électoraux
La commune fait partie de la deuxième circonscription de Tarn-et-Garonne de la communauté de communes du Terroir Grisolles Villebrumier et du canton de Verdun-sur-Garonne (avant le redécoupage départemental de 2014, Canals faisait partie de l'ex-canton de Grisolles).

### Liste des maires
| Période                                  | Période   | Identité            | Étiquette | Qualité                            |
| ---------------------------------------- | --------- | ------------------- | --------- | ---------------------------------- |
| mars 2001                                | mars 2014 | François Vayssieres |           | Retraité agricole. Réélu en 2008.  |
| mars 2014                                | mars 2021 | Alain Rey           |           | Réélu en 2020. Décès en mars 2021. |
| avril 2021                               | En cours  | Sylvie Borel        |           |                                    |
| Les données manquantes sont à compléter. |           |                     |           |                                    |

## Population et société

### Démographie
L'évolution du nombre d'habitants est connue à travers les recensements de la population effectués dans la commune depuis 1793. Pour les communes de moins de 10 000 habitants, une enquête de recensement portant sur toute la population est réalisée tous les cinq ans, les populations de référence des années intermédiaires étant quant à elles estimées par interpolation ou extrapolation. Pour la commune, le premier recensement exhaustif entrant dans le cadre du nouveau dispositif a été réalisé en 2008.

En 2022, la commune comptait 807 habitants, en évolution de +7,03 % par rapport à 2016 (Tarn-et-Garonne : +3,12 %, France hors Mayotte : +2,11 %).
| 1793 | 1800 | 1806 | 1821 | 1831 | 1836 | 1841 | 1846 | 1851 |
| ---- | ---- | ---- | ---- | ---- | ---- | ---- | ---- | ---- |
| 330  | 361  | 318  | 412  | 479  | 460  | 513  | 476  | 484  |

| 1856 | 1861 | 1866 | 1872 | 1876 | 1881 | 1886 | 1891 | 1896 |
| ---- | ---- | ---- | ---- | ---- | ---- | ---- | ---- | ---- |
| 477  | 515  | 488  | 462  | 475  | 463  | 440  | 424  | 433  |

| 1901 | 1906 | 1911 | 1921 | 1926 | 1931 | 1936 | 1946 | 1954 |
| ---- | ---- | ---- | ---- | ---- | ---- | ---- | ---- | ---- |
| 401  | 383  | 370  | 370  | 361  | 318  | 325  | 306  | 316  |

| 1962 | 1968 | 1975 | 1982 | 1990 | 1999 | 2006 | 2008 | 2013 |
| ---- | ---- | ---- | ---- | ---- | ---- | ---- | ---- | ---- |
| 336  | 325  | 391  | 417  | 467  | 537  | 609  | 630  | 728  |

| 2018 | 2022 | - | - | - | - | - | - | - |
| ---- | ---- | - | - | - | - | - | - | - |
| 775  | 807  | - | - | - | - | - | - | - |

| selon la population municipale des années : | 1968 | 1975 | 1982 | 1990 | 1999 | 2006 | 2009 | 2013 |
| Rang de la commune dans le département      | 127  | 93   | 89   | 90   | 73   | 78   | 78   | 73   |
| Nombre de communes du département           | 195  | 195  | 195  | 195  | 195  | 195  | 195  | 195  |

### Enseignement
Canals fait partie de l'académie de Toulouse.
L'éducation est assurée par un regroupement pédagogique intercommunal pour les classes de la maternelle au primaire avec la commune de Fabas.

### Santé
Pharmacie,

### Écologie et recyclage
La collecte et le traitement des déchets des ménages et des déchets assimilés ainsi que la protection et la mise en valeur de l'environnement se font dans le cadre du SIEEOM Grisolles-Verdun.

## Économie

### Revenus
En 2018, la commune compte 288 ménages fiscaux, regroupant 789 personnes. La médiane du revenu disponible par unité de consommation est de 22 600 € (20 140 € dans le département).

### Emploi
|                | 2008  | 2013   | 2018   |
| -------------- | ----- | ------ | ------ |
| Commune        | 4,4 % | 5,7 %  | 7,5 %  |
| Département    | 8,4 % | 10,2 % | 10,3 % |
| France entière | 8,3 % | 10 %   | 10 %   |

En 2018, la population âgée de 15 à 64 ans s'élève à 505 personnes, parmi lesquelles on compte 82,6 % d'actifs (75 % ayant un emploi et 7,5 % de chômeurs) et 17,4 % d'inactifs,. Depuis 2008, le taux de chômage communal (au sens du recensement) des 15-64 ans est inférieur à celui de la France et du département.
La commune fait partie de la couronne de l'aire d'attraction de Toulouse, du fait qu'au moins 15 % des actifs travaillent dans le pôle,. Elle compte 280 emplois en 2018, contre 271 en 2013 et 266 en 2008. Le nombre d'actifs ayant un emploi résidant dans la commune est de 381, soit un indicateur de concentration d'emploi de 73,6 % et un taux d'activité parmi les 15 ans ou plus de 70,5 %.
Sur ces 381 actifs de 15 ans ou plus ayant un emploi, 52 travaillent dans la commune, soit 14 % des habitants. Pour se rendre au travail, 90,6 % des habitants utilisent un véhicule personnel ou de fonction à quatre roues, 2,9 % les transports en commun, 2,4 % s'y rendent en deux-roues, à vélo ou à pied et 4,2 % n'ont pas besoin de transport (travail au domicile).

### Activités hors agriculture

#### Secteurs d'activités
96 établissements sont implantés  à Canals au 31 décembre 2019. Le tableau ci-dessous en détaille le nombre par secteur d'activité et compare les ratios avec ceux du département,.
| Secteur d'activité                                                                                        | Commune | Commune | Département |
| Secteur d'activité                                                                                        | Nombre  | %       | %           |
| --- | ------- | ------- | ----------- |
| Ensemble                                                                                                  | 96      | 100 %   | (100 %)     |
| Industrie manufacturière, industries extractives et autres                                                | 15      | 15,6 %  | (9,6 %)     |
| Construction                                                                                              | 19      | 19,8 %  | (14,9 %)    |
| Commerce de gros et de détail, transports, hébergement et restauration                                    | 26      | 27,1 %  | (29,7 %)    |
| Information et communication                                                                              | 1       | 1 %     | (1,9 %)     |
| Activités financières et d'assurance                                                                      | 5       | 5,2 %   | (3,4 %)     |
| Activités immobilières                                                                                    | 4       | 4,2 %   | (3,3 %)     |
| Activités spécialisées, scientifiques et techniques et activités de services administratifs et de soutien | 16      | 16,7 %  | (14,1 %)    |
| Administration publique, enseignement, santé humaine et action sociale                                    | 7       | 7,3 %   | (13,6 %)    |
| Autres activités de services                                                                              | 3       | 3,1 %   | (9,3 %)     |

Le secteur du commerce de gros et de détail, des transports, de l'hébergement et de la restauration est prépondérant sur la commune puisqu'il représente 27,1 % du nombre total d'établissements de la commune (26 sur les 96 entreprises implantées  à Canals), contre 29,7 % au niveau départemental.

#### Entreprises et commerces
Les cinq entreprises ayant leur siège social sur le territoire communal qui génèrent le plus de chiffre d'affaires en 2020 sont : 
- Orion, fabrication d'emballages en bois (7 568 k€)
- Socage Nacelle, fabrication de carrosseries et remorques (6 594 k€)
- Pg.bat, construction d'autres bâtiments (4 429 k€)
- Tonnellerie Lovato, fabrication d'emballages en bois (2 725 k€)
- SARL Parc Agri, commerce de gros (commerce interentreprises) de matériel agricole (2 486 k€)

### Agriculture
|               | 1988 | 2000 | 2010 | 2020 |
| ------------- | ---- | ---- | ---- | ---- |
| Exploitations | 21   | 16   | 5    | 7    |
| SAU (ha)      | 573  | 484  | 252  | 347  |

La commune est dans le Lauragais, une petite région agricole située dans le sud-est du département de Tarn-et-Garonne. En 2020, l'orientation technico-économique de l'agriculture  sur la commune est la culture de fruits ou d'autres cultures permanentes. Sept exploitations agricoles ayant leur siège dans la commune sont dénombrées lors du recensement agricole de 2020 (21 en 1988). La superficie agricole utilisée est de 347 ha,,.

## Culture locale et patrimoine

### Lieux et monuments
- L’église Saint-Laurent de Canals du XVIIe siècle.
- Le phare aéronautique, vestige de l'aéropostale, situé sur le chemin du Geysse, vestige de l'ancienne voie romaine.
- Lavoir du XIXe siècle

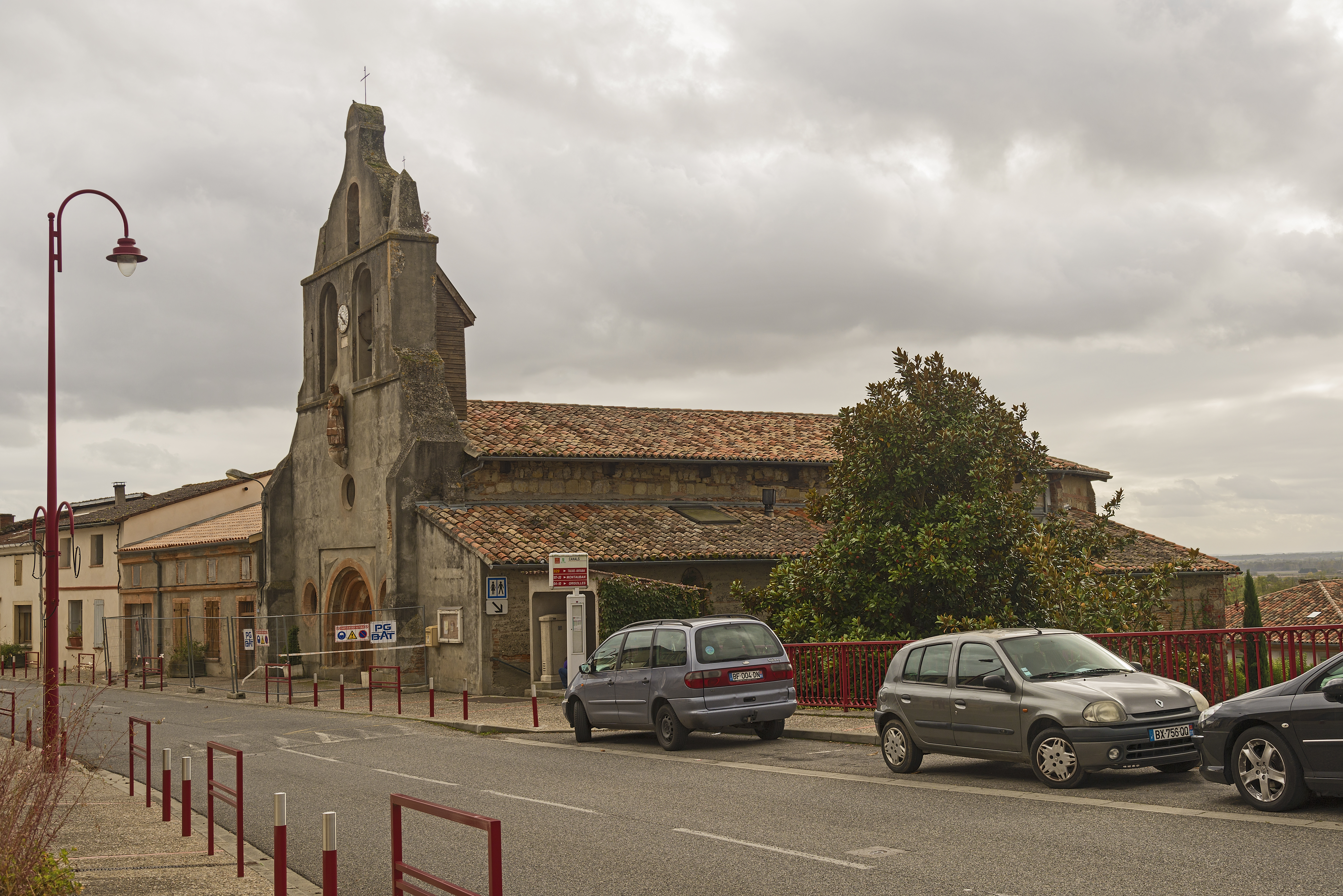
L'église Saint Laurent et le Clocher-Mur
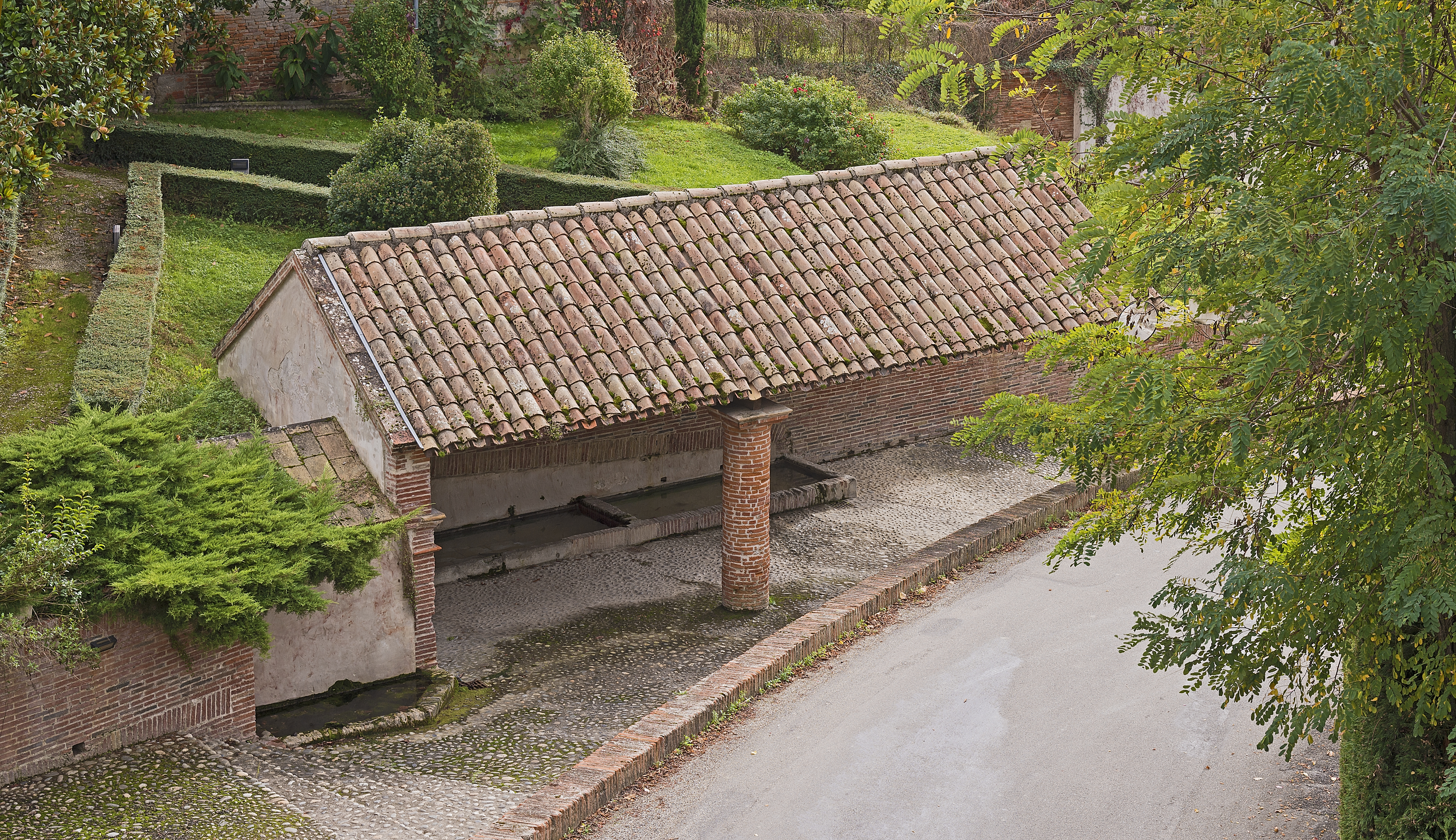
Le lavoir Napoléon III

### Personnalités liées à la commune
- Marie-Rose Gineste (1911-2010), résistante catholique française[40].

## Pour approfondir